# Сергиевский монастырь (Алексеевка)
Се́ргиевский монасты́рь — женский монастырь Русской православной церкви в селе Алексеевка Базарно-Карабулакского района в Саратовской области, основанный в 2007 году.

## История
Храм Преподобного Сергея Радонежского в селе Алексеевка был возведён в 1884 году. На месте старой церкви в селе Дорофеевка был построен Никольский храм. Главный престол освящён в честь Святителя и Чудотворца Николая, а два его придела — во имя преподобного Сергия Радонежского и Вознесения Господня.

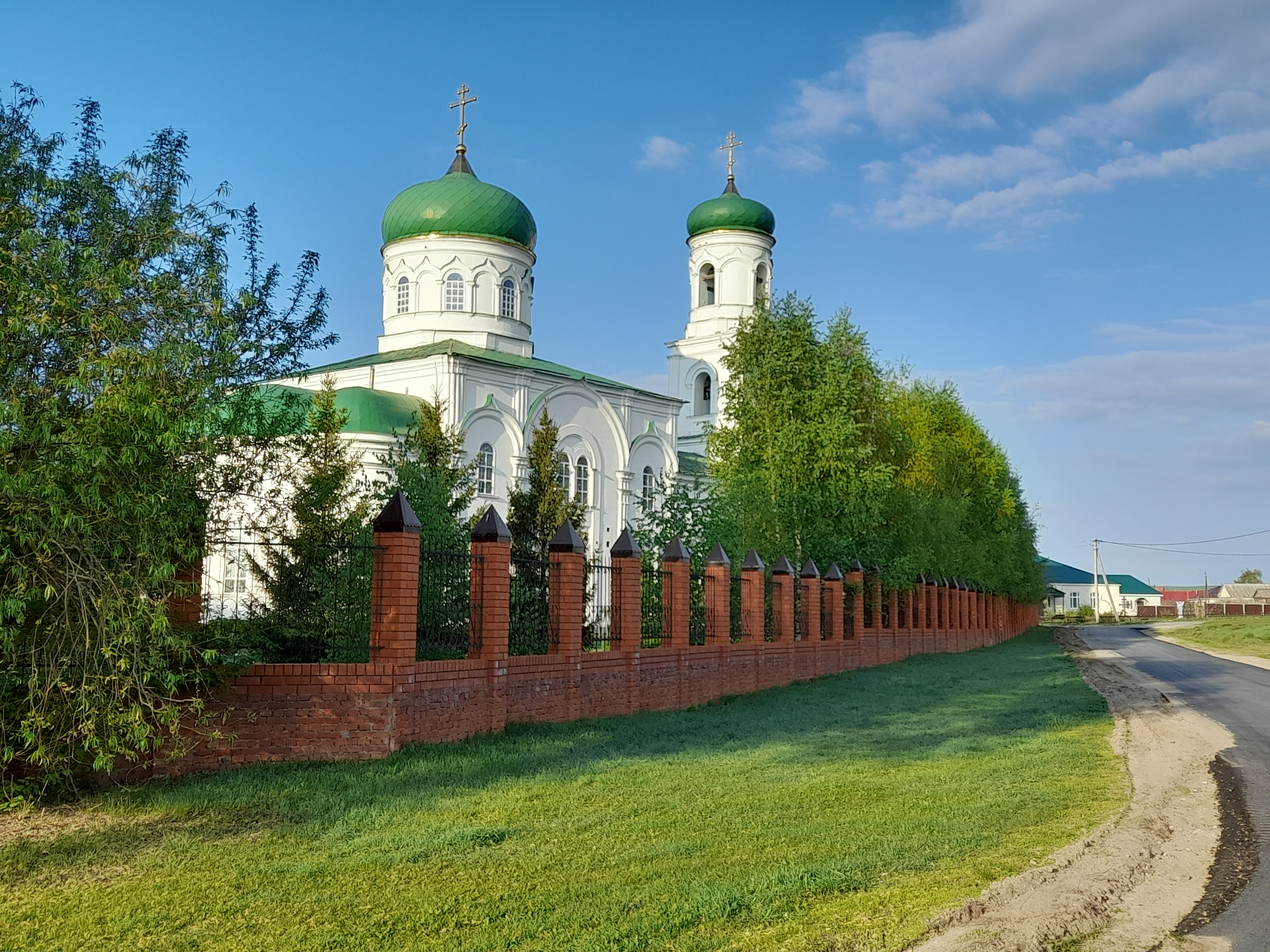
Свято-Сергиевский женский монастырь

В советские годы здание церкви масштабным разрушениям не подвергалось. В строении размещался колхозный склад для хранения зерна.
В 1990 году при храме был образован православный приход, проведены первые службы. В 2004 году храм стали восстанавливать. В октябре 2004 года при храме появилась православная женская скитская община.
8 августа 2006 года на храме были установлены кресты. В 2007 году были отреставрированы купола и кровля основного здания церкви.

## Женский монастырь
Решением Святейшего Патриарха и Священного Синода Русской Православной Церкви от 12 октября 2007 года решением в селе Алексеевка Базарно-Карабулакского района был учреждён Свято-Сергиевский женский монастырь. Настоятельницей монастыря стала монахиня Ксения (Афанасьева Вера Владимировна).

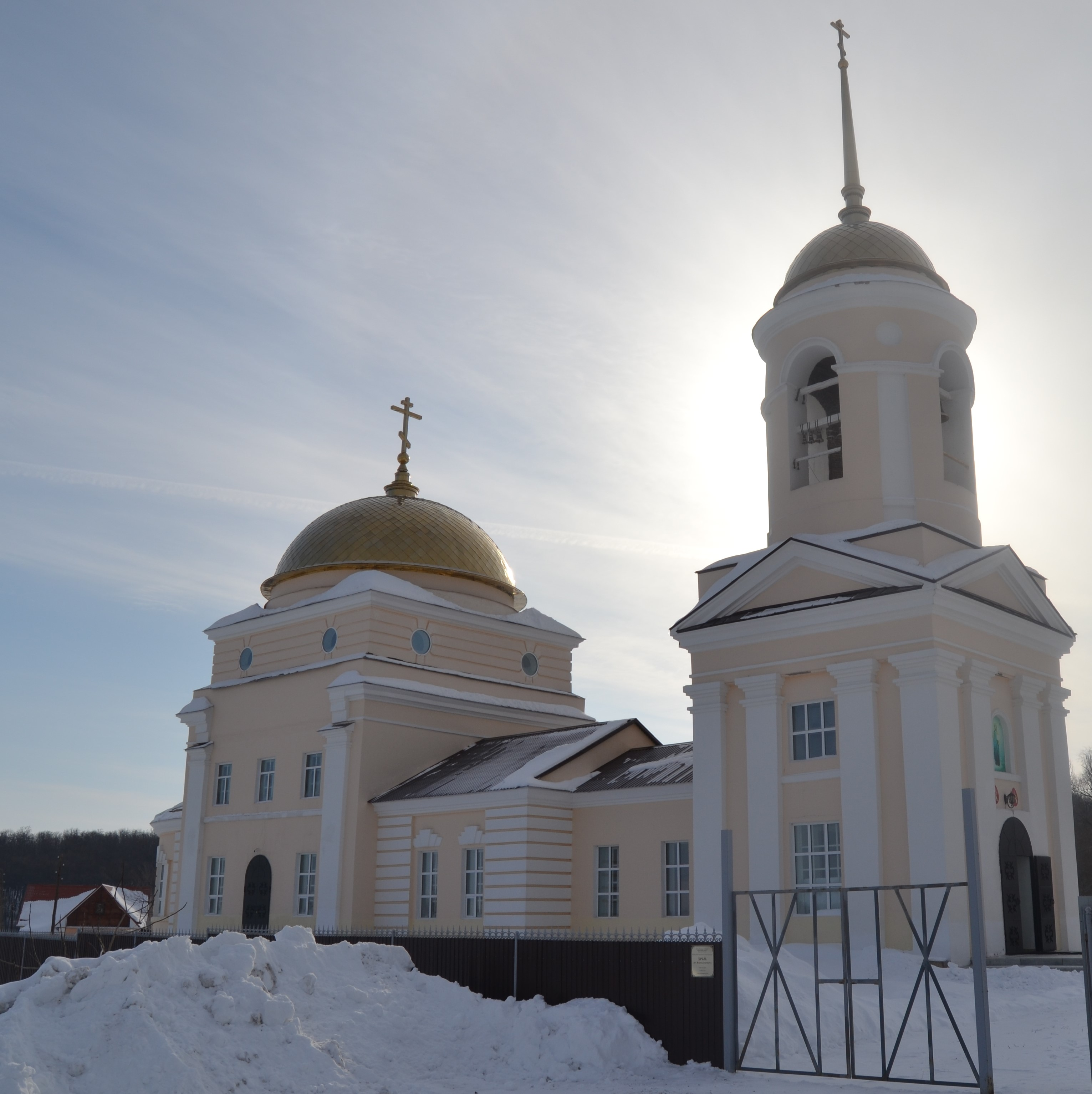
Подворье. Храм во имя Иоанна Златоуста

31 октября 2007 года Епископ Саратовский и Вольский Лонгин и Епископ Нежинский и Батуринский Ириней провели Божественную литургию в Свято-Сергиевском храме нового женского монастыря. На настоятельницу монастыря, монахиню Ксению, был возложен наперсный крест.
К 2008 году фасад храма был полностью отреставрирован. На заводе в Воронеже была изготовлена звонница из шести колоколов. На территории женского монастыря сооружались новые постройки: котельная, килейный корпус, монашеская трапезная, просфорня, канцелярия и паломническая

### Подворье
В 2012 году в соседнем селе Ивановка Базарно-Карабулакского района было организовано Подворье Свято-Сергиевского женского монастыря. В этом селе стали восстанавливать храма во имя Иоанна Златоуста.